# Thomas Coke, I conte di Leicester
Thomas William Coke, I conte di Leicester (Londra, 6 maggio 1754 – Longford, 30 giugno 1842) è stato un politico inglese.

## Biografia
Era il figlio di Wenman Coke e di Elizabeth Chamberlayne. La famiglia Coke era una famiglia di proprietari terrieri del Derbyshire.
Le sorti della famiglia migliorarono quando suo zio, Thomas Coke, I conte di Leicester, morì. La causa della morte di Thomas non è certa, anche se ci sono delle probabilità che fosse stato un duello, ma il risultato è stato che, alla morte della moglie Margaret Thomas, Wenman avrebbe ereditato la proprietà, tra cui Holkham Hall, un "capolavoro palladiano". Margaret accuratamente evitò il resto della famiglia, facendo voto di sopravvivere a Wenman semplicemente per garantire che egli non avrebbe ereditato la proprietà.
Venne educato a Longford, prima di andare in una scuola a Wandsworth, gestita da profughi francesi. Nel 1765 fu mandato a Eton College, dove fu raggiunto da William Windham. Non era particolarmente interessato agli studi e lasciò Eton nel 1771. Successivamente intraprese un Grand Tour, finanziato dalla sua prozia (che gli ha offerto 500 £) e da suo padre. Visitò la Francia e l'Italia, dove è stato testimone al matrimonio tra Bonnie Prince Charlie e la Principessa Luisa di Stolberg-Gedern.

## Carriera
Nel momento in cui ritornò in Gran Bretagna, furono già stati creati dei piani per farlo entrare in Parlamento. Nel 1774, suo padre rappresentò Norfolk, mentre lui rappresentò Derby. Con suo padre eletto, egli viaggiò con lui a Londra, dove incontrò i membri dell'alta società britannica.
Nel 1776, alla morte del padre, ereditò una tenuta 30.000 acri. Poco dopo la morte di suo padre, gli venne chiesto di candidarsi per Norfolk, al posto di suo padre.
Venne rieletto nel 1790, in un momento di grande difficoltà politica e rappresentò Norfolk (1790-1832).

## Matrimoni

### Primo Matrimonio
Sposò, il 5 ottobre 1775, Jane Dutton (29 novembre 1753-2 giugno 1800), figlia di James Dutton e di Jane Bond. Ebbero tre figlie:
- Lady Jane Elizabeth Coke (1777-29 aprile 1863), sposò Sir Henry Digby, ebbero quattro figli;
- Lady Anne Margaret Coke (23 gennaio 1779-23 maggio 1843), sposò Thomas Anson, I visconte Anson, ebbero sette figli;
- Lady Elizabeth Wilhelmina Coke (1795-30 ottobre 1873), sposò John Spencer Stanhope, ebbero sei figli.

### Secondo Matrimonio
Sposò, il 26 febbraio 1822, Lady Anne Keppel (1803-22 luglio 1844), figlia di Charles Keppel, IV conte di Albemarle e di Elizabeth Southwell. Ebbero cinque figli:
- Thomas Coke, II conte di Leicester (26 dicembre 1822-24 gennaio 1909);
- Lord Edward Keppel Coke (20 agosto 1824-26 maggio 1889), sposò Diana Agar-Ellis, non ebbero figli;
- Lord Henry John Coke (3 gennaio 1827-12 novembre 1916), sposò Lady Katherine Grey Egerton, ebbero tre figli;
- Lord Wenman Clarence Walpole Coke (13 luglio 1828-10 gennaio 1907);
- Lady Margaret Sophia Coke (1829-4 novembre 1868), sposò Sir Archibald Macdonald, III Baronetto, non ebbero figli.

## Morte
Dopo una breve e dolorosa malattia durante il suo soggiorno a Longford Hall, Derbyshire, egli morì alle prime ore del 30 giugno 1842, all'età di 88 anni.